# Mispila curvilinea
Mispila curvilinea là một loài bọ cánh cứng trong họ Cerambycidae.